# جرذ كنغري نشيط
جرذ كنغري نشيط (الاسم العلمي: Dipodomys agilis) (بالإنجليزية: Agile Kangaroo Rat)‏ هو نوع من الحيوانات يتبع جنس الجرذ الكنغري من فصيلة الفئران المتغايرة.